# No Sleep (álbum)
No Sleep es el segundo álbum de estudio de la banda estadounidense de metalcore Volumes. Fue lanzado el 15 de julio de 2014 a través de Mediaskare Records. Es el último álbum que cuenta con la participación del miembro fundador y covocalista Michael Barr hasta su regreso en 2020, y es el último en publicarse bajo el sello Mediaskare Records. El álbum se aleja del sonido de su anterior álbum Via (2011) ya que muchas de las canciones son más cortas y presentan una voz más limpia en comparación con las del primer álbum.
Se lanzó un video con la letra de "The Mixture" y el álbum completo se pudo escuchar en streaming a través de Mediaskare Records en YouTube.
Junto con su lanzamiento de 2011 Via, el álbum se relanzó en 2016 de forma independiente bajo el sello 91367 Records, remasterizado y con una nueva portada. La versión remasterizada omite la conclusión del tercer tema, "Erased", por razones desconocidas.

## Lista de canciones
Toda la música compuesta por Volumes. 
| N.º | Título           | Duración |  |
| 1.  | «The Mixture»    | 3:29     |  |
| 2.  | «91367»          | 3:01     |  |
| 3.  | «Erased»         | 3:35     |  |
| 4.  | «Better Half»    | 1:42     |  |
| 5.  | «Across the Bed» | 3:50     |  |
| 6.  | «Pistol Play»    | 3:37     |  |
| 7.  | «Vahle»          | 5:14     |  |
| 8.  | «Neon Eyes»      | 3:22     |  |
| 9.  | «Peace of Mind»  | 1:41     |  |
| 10. | «Up All Night»   | 4:13     |  |

## Posiconamiento en lista
| Lista (2014)                          | Posición |
| ------------------------------------- | -------- |
| Estados Unidos (Billboard 200)        | 40       |
| Estados Unidos (Top Hard Rock Albums) | 5        |
| Estados Unidos (Top Rock Albums)      | 12       |

## Personal
Volumes
- Michael Barr – voz
- Gus Farias – voz
- Diego Farias – guitarras, programación, producción, mezcla, ingeniería
- Raad Soudani – bajo
- Nick Ursich – batería